# Mickey Cobras
Os Mickey Cobras são uma grande gangue de rua afiliada à aliança nacional de gangues conhecida como People Nation e sediada em Chicago, Illinois. A gangue é considerada muito versátil, usa as cores verde, preto e às vezes vermelho. Facções da gangue estão sendo estabelecidas em todo o meio-oeste dos Estados Unidos.
A especialidade criminosa da gangue é em narcóticos. A principal fonte de renda dos Mickey Cobras é a distribuição no atacado de heroína, cocaína e maconha para outras gangues, onde a maioria das gangues deve lidar com suas próprias vendas. Em 5 de abril de 2005, o procurador federal Patrick J. Fitzgerald descreveu os Mickey Cobras (poucos em número em comparação com outras gangues com o mesmo poder) como uma das várias "super-gangues" que constituem uma porção considerável da população geral de gangues de Chicago.
Alguns de seus rivais são os Folk Nation, alguns conjuntos de Black Disciples e os Vice Lords. Traços da gangue agora podem ser encontrados em Chicago e Detroit

## História

### Egyptian Cobras
Os Egyptian Cobras foram formados no ano de 1954 no lado oeste de Chicago. O fundador dos Egyptian Cobras foi James Cogwell. Em meados da década de 1950, os Egyptian Cobras lutaram fortemente com uma gangue chamada 14th Street Clovers. Os 14th Street Clovers foram a gangue que mais tarde se tornou os Vice Lords no final dos anos de 1950.
Depois que vários membros do 14th Street Clovers foram presos em 1957, os Egyptian Cobras tiveram menos competição. Quando estavam presos no reformatório de St. Charles Reformatory for Boys, os Clovers se organizaram e se tornaram Vice Lords. Quando os Vice Lords retornaram a Lawndale no ano de 1958, eles logo se tornaram uma força reconhecida. Os Vice Lords eram muito agressivos e a gangue dominante em Lawndale. Em 1960, os Egyptian Cobras buscaram melhores oportunidades no lado sul de Chicago. Eles se mudaram para a comunidade Woodlawn.
Cogwell liderou os Egyptian King Cobras enquanto eles ganhavam posição e reputação em Chicago. Em 1966, o novo líder dos Cobras, Henry "Mickey" Cogwell, ocupava a segunda posição mais alta na aliança Main 21, composta por líderes de diferentes gangues da Black P. Stone Nation (BPSN). Os Cobras e a Nação Black P. Stone aliaram-se contra a Disciple Alliance e mais tarde a Gangster Nation. Os Egyptian Cobras então mudaram seu nome para Cobras Stones em 1966.

### Mickey Cobras Gang
Mickey Cogwell e os Cobras policiavam a polícia em suas comunidades, recebendo subsídios do governo para alimentar o café da manhã das crianças na área de Fuller Park antes que as escolas públicas oferecessem refeições - o modelo para programas de merenda escolar grátis em toda a América - e trabalharam como organizadores de um sindicato do lado sul . Em 1970, o comandante da Unidade de Inteligência de Gangues do Departamento de Polícia de Chicago retratou Cogwell como o elo entre as gangues e o crime organizado, especialmente o Chicago Outfit.
Em 25 de fevereiro de 1977, Mickey Cogwell foi assassinado pelo líder Black P Stone por causa de seu poder dentro da People Nation, e seus seguidores mudaram o nome de sua organização novamente no final dos anos 70 no início dos anos 80, tornando-se os Mickey Cobras em sua homenagem. Os Mickey Cobras operam principalmente em Chicago e nos subúrbios, sua base principal de operação é principalmente na área ao redor do Fuller Park e no bairro de Austin.

## Envolvimento em crimes
A gangue está envolvida em muitas atividades criminosas relacionadas às drogas, bem como em atividades criminosas que envolvem o estilo de vida da gangue, como homicídio, extorsão e roubo.

### Caso Cornell Green
Cornell Green era o segundo "rei" mais bem classificado na gangue de rua Mickey Cobras. Agentes federais nos Estados Unidos queriam que Green cooperasse e os como moeda de troca, relatórios o acusavam ele falsamente de envolvimento, embora ele tenha recusado. Ele foi condenado em setembro de 2001 a 30 anos de prisão em uma operação de tráfico de heroína em grande escala no lado sul de Chicago. Green estava entre 15 pessoas processadas como parte desta quadrilha de drogas.
Alguns dos outros membros processados envolveram: Robert Thomas, de 30 anos, foi o único dos 15 acusados a ir à julgamento; ele recebeu uma sentença de 30 anos. Kamorudeen Sowemimo, de 31 anos, foi condenado por ser um importante fornecedor de heroína para a gangue; ele foi condenado a 14 anos de prisão. Roderick Parker, que era um dos 15 réus, admitiu vender centenas de sacolas em um dia normal.
Os promotores afirmaram que a operação de tráfico de drogas dirigida por Green usava vendedores ambulantes com telefones celulares para manter os clientes informados sobre as mudanças de localização. Entre 1993 e o início de 2001, foi dito que a gangue vendeu centenas de sacolas (2/10 a 3/10 gramas) por $10 por sacola, e que Green ganhou mais de $ 100.000 por semana de lucro com suas vendas de drogas . Depois que Green e os outros foram indiciados em maio, Green tinha muitos bens que possuía, incluindo uma casa, mobiliada com móveis italianos entalhados à mão e um home theater, bem como vários veículos de luxo e casacos de pele dos quais ele, por sua vez, teve que desistir como parte de sua negociação. O total final em custo de ativos perdidos na negociação de confissão é desconhecido.

## Características organizacionais
Hoje, os Mickey Cobras são conhecidos formalmente como o "Reformed Kingdom of Mickey's Cobras". Em sua identidade original, eles eram conhecidos como Egyptian King Cobras.

### Influência Islâmica
Após três gerações, o grupo passou a ter uma forte influência islâmica. Os Mickey Cobras agora têm sua própria constituição escrita e estatutos exclusivos, que mostram uma forte influência islâmica, assim como os do BPSN moderno. No sistema prisional de Illinois, eles fazem parte da People Nation. O nome coletivo de gangues unidas sob a bandeira de estrela de cinco pontas (V.L., B.P.S., L.K., M.C., 4.C.H.,).